# Sestrice (Ist)
Sestrice so otočje dveh majhnih nenaseljenih otočkov, Sestrica 1 in Sestrica 2, v Jadranskem morju. Otočje pripada Hrvaški. Otočka ležita v srednji Dalmaciji jugozahodno od otoka Ist ter okoli 0,5 km južno od otočka Vodenjak. Sestrica 1 je otoček, ki je od Ista oddaljen okoli 1,5 km. Njegova površina meri 0,013 km². Dolžina obalnega pasu znaša 0,43 km. Najvišja točka je 9 m nad morjem. Sestrica 2 je otoček, ki leži okoli 0,2 km severozahodno od Sestrice 1. Površina otočka je manjša od 0,01 km².